# Defenders FC
El Defenders FC es un equipo de fútbol de Sri Lanka que milita en la Super Liga de Sri Lanka, la liga de fútbol más importante del país.

## Historia
Fue fundado en el año 1963 en la capital Colombo con el nombre Sri Lanka Army, pero sus partidos los juega en la ciudad de Homagama y es el equipo representativo de las Fuerzas Armadas de Sri Lanka. cuenta con 2 títulos de Liga Premier, el primero de ellos en la temporada 2008-09 y ha ganado 5 torneos de copa en 7 finales jugadas. En 2019 cambian su nombre por el de Defenders FC.
A nivel internacional ha participado en 3 torneos continentales, en los cuales no ha superado la fase de grupos.

## Palmarés
- Liga Premier de Sri Lanka: 2

2009, 2018/19
- Copa FA de Sri Lanka: 5

1960, 1969, 2011, 2016, 2018/19
- - Finalista: 2

1981, 2009

## Participación en competiciones de la AFC
| Temporada | Torneo              | Ronda          | Club              | Casa | Visita | Global   |
| --------- | ------------------- | -------------- | ----------------- | ---- | ------ | -------- |
| 2009      | AFC President's Cup | Fase de grupos | Abahani Ltd       | 1–2  | 1–2    | 3º Lugar |
| 2009      | AFC President's Cup | Fase de grupos | FC Asgabat        | 5–1  | 5–1    | 3º Lugar |
| 2013      | AFC President's Cup | Fase de grupos | Boeung Ket Angkor | 6–0  | 6–0    | 4º Lugar |
| 2013      | AFC President's Cup | Fase de grupos | Hilal Al-Quds     | 0–10 | 0–10   | 4º Lugar |
| 2013      | AFC President's Cup | Fase de grupos | Balkan            | 0–5  | 0–5    | 4º Lugar |
| 2020      | AFC Cup             | 1.ª preliminar | Paro              | 3–3  | 2–2    | 5–5 (a)  |